# Sigurður Kristinsson
Sigurður Kristinsson (født 2. juli 1880 i Öxnafellskoti i Eyjafjörður, død 14. november 1963 i Reykjavík) var en islandsk erhvervsmand og politiker, der indtog flere topposter i landets andelsbevægelse og kortvarigt var formand for Fremskridtspartiet. 
Han tog realeksamen fra Möðruvellir skole i 1901 og blev butiksbestyrer i Fáskrúðsfjörður 1902–1906. Derefter ansattes han i andelsselskabet Kaupfélags Eyfirðinga i Akureyri, hvor han arbejdede 1906–1923, fra 1. januar 1918 som direktør. Han avancerede derefter til administrerende direktør for andelsbevægelsens landsforbund Samband íslenskra samvinnufélaga (SÍS) 1923–1945. Fra 1948–1960 var han formand for SÍS.
Med sin markante position i andelsbevægelsen og omfattende ledererfaring var Sigurður et sikkert kort til at løse kortvarige ledelsesopgaver for Fremskridtspartiet, men han nærede intet ønske om at gå permanent ind i politik. Han var erhvervs- og trafikminister fra 20. april til 20. august 1931 og formand for Fremskridtspartiet 1933-34, som en overgangsfigur mellem den senere præsident Ásgeir Ásgeirsson og partiets stærke mand Jónas frá Hriflu. I 1932 blev han udpeget til et udvalg, der skulle afdække landbrugets økonomiske vilkår under verdenskrisen og fremsætte anbefalinger til hjælpeforanstaltninger for erhvervet.